# Бой закончится завтра
Бой закончится завтра (словац. Boj sa skončí zajtra) — чехословацкий фильм-драма режиссёра Мирослава Цикана, снятый в 1951 году. 

## Сюжет
Историческая драма о политической борьбе в Словакии во время Великой депрессии 1930-х годов, экранизация рассказа Владимира Минача «Приелом».
Музыку к фильму написал композитор Эуген Сухонь.
Автор сценария — Иван Буковчан.

## В ролях
- Эло Романчик[словац.] — Якуб
- Густав Валах — Бабьяк
- Владимир Петрушка[чеш.] — Гринё
- Штефан Адамец
- Микулаш Губа[словац.] — Токар
- Андрей Багар — Драбек
- Ладислав Худик
- Людовит Якубоци[словац.]
- Йозеф Будский — Водичка
- Мартин Грегор[словац.] — Антош
- Самуэль Адамчик[словац.] — Кршак

Фильм получил Специальный приз жюри на МКФ в Карловых Варах в 1954 году.
Интересная история, связанная с этим фильмом, описана Ладиславом Мнячко в его рассказе «Улыбка» в книге «Запоздалые репортажи».